# Leptorhamdia schultzi
Leptorhamdia schultzi is een straalvinnige vissensoort uit de familie van de antennemeervallen (Heptapteridae). De wetenschappelijke naam van de soort is voor het eerst geldig gepubliceerd in 1964 door Miranda Ribeiro.